# Аделхайд фон Тур
Вижте пояснителната страница за други личности с името Аделхайд.
Аделхайд фон Тур (на немски: Adelheid von Tours, Adelais, Aelis; † сл. 866) е дъщеря на Хуго фон Тур († 837), граф на Тур от род Етихониди, и съпругата му Ава († 840). Тя е майка на двама крале на Франция.
Сестра ѝ Ирмингард фон Тур († 851) се омъжва през октомври 821 г. за император Лотар I, внук на Карл Велики (Каролинги). Сестра ѝ Берта (* 805, † сл. 870) се омъжва през 819 г. за Герхард II (* 800, † 878/879) граф на Париж, граф (dux) на Виен от род Матфриди. Брат ѝ Лиутфрид I (* 800/805, † 865/866) e граф на Тур.
Аделхайд се омъжва първо за Конрад I († 863), граф в Аргенгау и Линцгау от род Велфи, син на Велф I. Конрад е брат на императрица Юдит (втората съпруга на Лудвиг Благочестиви) и на кралица Хема (съпруга на Лудвиг Немски).
Конрад и Аделхайд имат най-малко три сина:
- Конрад II, граф на Оксер, 866 маркграф на Трансюрания – прародител на кралете на Бургундия
- Хуго Абат, † 886, 865 граф на Оксер, 866 маркграф на Неустрия, граф на Тур и Анже
- Рудолф, † пр. 864, игумен на Saint-Riquier, 849 игумен на Jumièges.

също вероятно и
- Велф II (който може би е син на Рудолф, брата на Конрад), 842/850 граф в Линцгау, 852–858 граф в Алпгау, вероятен прародител на швебските Велфи.

Освен това Аделхайд има дъщеря, която се омъжва за граф Удо и става баба на по-късния крал Конрад I.
След смъртта на Конрад († 863) тя се омъжва през началото на 864 г. за Роберт Силни († 866), граф във Вормсгау, граф на Тур и граф на Париж от род Робертини. След две години през 866 г. Робер Силни загива в битката при Брисар против викингите.
От този брак тя има два сина:
- Одо, † 898, 888 крал на Франция (Одо може би е син на Робер от първия му брак)
- Робер I, † 923, 922 крал на Франция

След смъртта на нейния втори съпруг или след раждането на сина ѝ Робер през същата година за Аделхайд няма повече сведения.